# Stephen Pitti
Stephen J. Pitti (* 1969) ist ein US-amerikanischer Historiker.

## Leben
Er wuchs in Sacramento auf und promovierte 1998 an der Stanford University. Er ist Professor für Geschichte und Amerikanistik an der Yale University. Seine Interessensgebiete sind Geschichte der mexikanischen Amerikaner; US West; Latinos; Einwanderung des 19. und 20. Jahrhunderts; Grenze zwischen den USA und Mexiko und Arbeitsgeschichte.

## Schriften (Auswahl)
- The devil in Silicon Valley. Northern California, race, and Mexican Americans. Princeton 2003, ISBN 0-691-09287-7.
- American Latinos and the making of the United States. Fort Washington 2012, ISBN 1590911229.